# Tolerância
A tolerância, do latim tolerantĭa (constância em sofrer), é um termo que define o grau de aceitação diante de um elemento contrário a uma regra moral, cultural, civil ou física.
Do ponto de vista da sociedade, a tolerância é a capacidade de uma pessoa ou grupo social de aceitar outra pessoa ou grupo social, que tem uma atitude diferente das que são as normais no seu próprio grupo. Assim, a partir da tolerância, é garantida a aceitação da diversidade e inclusão. Tolerar algo ou alguém é permitir que algo prossiga, mesmo que a pessoa não concorde com tal valor, pois é dado o respeito de discordar.
O conceito de tolerância se aplica em diversos domínios:
- Tolerância social: atitude de uma pessoa ou de um grupo social diante daquilo que é diferente de seus valores morais ou de suas normas.
- Tolerância civil: discrepância entre a legislação, a sua aplicação e a impunidade.
- Tolerância segundo John Locke: «parar de combater o que não se pode mudar».
- Tolerância religiosa: atitude respeitosa e convivial diante das confissões de fé diferentes da sua.
- Tolerância farmacológica ou medicamentosa: diminuição da responsabilidade a um fármaco, ou seja, a diminuição do efeito farmacológico com a administração repetida da substância.
- Tolerância técnica: margem de erro aceitável, ou capacidade de resistência a uma força externa.
- Tolerância: em gestão de riscos constitui o nível de risco aceitável normalmente definido por critérios pré-estabelecidoos.

O dia 16 de novembro é considerado o Dia Internacional da Tolerância.
Em 2016 foi editado na Austrália, um livro bilingue (em português e inglês) com um Ensaio recomendável onde também se aborda a problemática da Tolerância e cujo título é "Será Paz uma Ilusão?" - um estudo e resumo de uma Tese académica sobre Conflitualidade - "Avaliação Matemática da Conflitualidade entre Pré-Beligerantes" de autoria do Politólogo e Jurisconsulto Luis Arriaga, actualmente a viver em Brisbane - Queensland - AUSTRÁLIA.